# Pacote de Bali
O Pacote de Bali é um acordo comercial, produto da 9ª Conferência Ministerial da Organização Mundial de Comércio em Bali, Indonésia, que ocorreu entre 3 e 7 de dezembro de 2013. O acordo tem como objetivo reduzir as barreiras comerciais globais, e é o primeiro acordo atingido através da OMC de forma unânime. O pacote faz parte da Rodada Doha, iniciada em 2001.
O Peterson Institute for International Economics estima que se as medidas alfandegárias do acordo forem implementadas conforme o estipulado, elas poderão criar uma atividade econômica global da ordem de US$ 1 trilhão, gerar 21 milhões de novos empregos e diminuir o custo de conduzir negócios internacionais em 10% ou 15%.

## Negociações
Antes do acordo, as negociações por diversas vezes quase entraram em colapso. A exigência da Índia de poder manter seus subsídios agrícolas domésticos indefinidamente encontrou oposição dos Estados Unidos, enquanto Cuba, Bolívia, Nicarágua e Venezuela fizeram objeção quanto à remoção de um trecho do texto que dizia respeito ao embargo dos Estados Unidos a Cuba. Eventualmente, a Índia e os Estados Unidos chegaram a um denominador comum, onde uma solução permanente quanto aos subsídios indianos será decidido em separado, em negociações futuras após um período de quatro anos, enquanto Cuba acabou concordando em não vetar o acordo.
As negociações estavam inicialmente programadas para o período de 3 a 6 de dezembro de 2013. No entanto, foi necessário prorrogá-las até 7 de dezembro para que um consenso fosse atingido; este foi o primeiro acordo global da OMC. Para o Diretor-Geral Roberto Azevêdo, o acordo foi "ambicioso", ressaltando que o pacote não deve ser visto como um fim em si, mas como uma pedra fundamental nas discussões da Rodada Doha. Azevêdo também expressou temores a respeito do possível surgimento de acordos bilaterais caso as discussões da OMC fracassassem. O Ministro do Comércio do país sede, Indonésia, Gita Wirjawan, se referiu ao acordo como "histórico". A Câmara Americana de Comércio divulgou uma nota que dizia: "Com este acordo histórico sobre a facilitação do comércio e outros temas, a OMC reestabeleceu sua credibilidade como um fórum indispensável para negociações comerciais".

## Provisões
O Pacote de Bali consiste em dez decisões individuais da Conferência Ministerial, abrangendo as seguintes áreas:
- Acordo de Facilitação do Comércio
- Segurança alimentar em países em desenvolvimento
- Algodão
- Medidas para países em desenvolvimento

O pacote inclui provisões para reduzir tarifas de importação e subsídios agrícolas, o que alguns esperam que facilite para países em desenvolvimento a competição com o mundo desenvolvido em mercados globais. Países desenvolvidos teriam que abolir limites à importação de produtos agrícolas do mundo em desenvolvimento, tendo a permissão apenas para cobrar tarifas sobre o montante de importação agrícola que exceder limites específicos. Outro objetivo importante é a reforma das burocracias aduaneiras e certas formalidades para simplificar o comércio.
Enquanto as negociações objetivavam um acordo multilateral e universal sem exceções, a Índia conseguiu introduzir uma exceção para seu programa de subsídio agrícola ao ameaçar sufocar as negociações. Entretanto, o país se sujeitou a diversas limitações.

## Críticas
Alguns grupos contrários à globalização criticaram o acordo por entenderem que ele apenas beneficiará grandes corporações. John Hilary, da organização não-governamental War on Want avaliou que "as negociações não conseguiram garantir proteção permanente para os países defenderem os direitos alimentares de seus povos, expondo centenas de milhões à perspectiva de fome e inanição simplesmente para satisfazer o dogma do livre comércio". Nick Deardan, representando o Movimento pelo Desenvolvimento Mundial, defendeu que se os países desenvolvidos tivessem como objetivo combater a pobreza mundial, "teriam aceitado um acordo mais forte para os países mais pobres".